# 吉國眞一
吉國 眞一（よしくに しんいち、1950年8月26日 - ）は、日本の銀行家。国際決済銀行アジア太平洋総代表、金融広報中央委員会会長、早稲田大学総合研究機構客員教授等を務めた。

## 経歴
吉國二郎の長男。弟にはNHK専務理事の吉國浩二、北里大学教授の吉國裕三がいる。1973年に一橋大学経済学部卒業後、日本銀行入行。1976年から78年までペンシルバニア大学へ留学。1979年経済企画庁出向。
1986年日本銀行外国局調査役。1987年国際通貨基金理事代理。1990年日本銀行国際局調査役。1991年日本銀行国際局国際収支課長。1993年日本銀行国際局国際金融課長。1995年日本銀行国際局参事。1997年日本銀行国際局次長。1998年日本銀行ロンドン駐在参事。
香港に国際決済銀行のアジア代表事務所が新設されると、初代事務所長に就任。2001年国際決済銀行スペシャルアドバイザー。同年国際決済銀行アジア太平洋事務所長。
国際決済銀行アジア太平洋総代表等を経て、2006年新光証券シニアアドバイザー。2009年みずほ証券顧問（シニア・アドバイザー）。2010年政策研究大学院大学客員教授。
2013年みずほ証券リサーチ&コンサルティング理事長。2015年金融広報中央委員会会長、東京キワニスクラブ会長、国際キワニス日本地区副ガバナー。2019年武蔵野大学客員教授、ウエストホールディングス顧問、サンテック監査役。2021年カーボンニュートラル推進協議会理事。2022年国際キワニス日本地区ガバナー。
早稲田大学総合研究機構客員教授、早稲田大学システム競争力研究所客員上級研究員・研究院客員教授、武蔵野大学評議員、武蔵野大学経営研究所研究員、日本経済調査協議会吉國委員会委員長、特定非営利活動法人CoCoLo副理事長なども歴任した。

## 著書
- 『国際金融ノート : BISの窓から』麗澤大学出版会 2008年
- 『揺れ動くユーロ : 通貨・財政安定化への道』（小川英治, 春井久志と共編）蒼天社出版 2014年

## 訳書
- エリン・E.ヤコブソン著『サウンドマネー : BISとIMFを築いた男、ペール・ヤコブソン』（矢後和彦と共監訳）蒼天社出版 2010年